# Bomba de inseticida
Uma bomba de inseticida é um dispositivo desenvolvido para criar uma nuvem, geralmente contendo substância inseticida para matar pequenas pragas e insetos como baratas, mosquitos, pernilongos, entre outros. São utilizado como uma opção mais barata no controle de pragas, uma vez que o líquido refil pode ser trocado, diferentemente dos sprays inseticidas, onde sua utilização é descartável. essas bombas podem conter materiais inflamáveis, gerado risco de explosão se usado incorretamente.
Também podem ser utilizado para outras finalidades como pintura, pulverização de nutrientes e aplicação de medicamento em animais.